# Bragança Paulista
Bragança Paulista är en stad och kommun i Brasilien och ligger i delstaten São Paulo. Kommunen hade år 2014 cirka 160 000 invånare.